# Alive! (album Turbo)
Alive! – pierwszy koncertowy album polskiej grupy heavymetalowej Turbo, siódmy z kolei. Wydany w 1988 r. Nagrany w katowickim Spodku 30 grudnia 1986 r. i 3 marca 1987 r. Ponownie wydany w 2001 r. przez wytwórnie Metal Mind Productions. Wersja z 2001 r. uzupełniona została o utwór „Planeta śmierci” nagrany podczas koncertu Metalmania w 1987 r.

## Lista utworów
1. „Seans z wampirem” (Wojciech Hoffmann, Andrzej Łysów, Grzegorz Kupczyk, Bogusz Rutkiewicz, Tomasz Goehs) – 6:39
2. „Kawaleria szatana cz. I” (Wojciech Hoffmann – Wojciech Hoffmann, Grzegorz Kupczyk) – 3:39
3. „Ostatni grzeszników płacz” (Wojciech Hoffmann, Bogusz Rutkiewicz – Wojciech Hoffmann, Grzegorz Kupczyk) – 3:48
4. „Syn burzy” (Wojciech Hoffmann, Andrzej Łysów, Grzegorz Kupczyk, Bogusz Rutkiewicz, Tomasz Goehs) – 4:57
5. „Ostatni wojownik” (Wojciech Hoffmann, Andrzej Łysów, Grzegorz Kupczyk, Bogusz Rutkiewicz, Tomasz Goehs) – 9:36
6. „Żołnierz fortuny” (Andrzej Łysów – Grzegorz Kupczyk, Bogusz Rutkiewicz) – 4:33
7. „Anioł zła” (Wojciech Hoffmann, Andrzej Łysów, Grzegorz Kupczyk, Bogusz Rutkiewicz, Tomasz Goehs) – 4:03

## Twórcy
- Grzegorz Kupczyk – wokal
- Wojciech Hoffmann – gitara
- Bogusz Rutkiewicz – gitara basowa
- Andrzej Łysów – gitara
- Tomasz Goehs – perkusja

Realizacja nagrań: Andrzej Puczyński, Mirosław Wróblewski, Janusz Laskowski.